# Хулен Лопетегі
Хулен Лопетегі Аготе (ісп. Julen Lopetegui, нар. 28 серпня 1966, Астеасу) — іспанський колишній професійний футболіст, що грав на позиції воротаря. По завершенні ігрової кар'єри — тренер.
Він зіграв 149 матчів у Ла Лізі за дев'ять сезонів за «Реал Мадрид», «КД Логроньєс», «Барселону» та «Райо Вальєкано». Ще 168 матчів провів у Сегунді за три клуби, зіграв один матч за збірну Іспанії та був членом команди на чемпіонаті світу 1994 року.
Лопетегі почав працювати тренером у 2003 році та кілька років очолював молодіжні збірні Іспанії, привівши команди до 19 і 21 року до європейських титулів. Він також був головним тренером національної збірної протягом двох років, але був звільнений перед початком Чемпіонату світу 2018 після оголошення про його згоду приєднатися до Реала після турніру. У клубному футболі він очолював «Райо Вальєкано», «Реал Мадрид Кастілью», «Порту», «Реал» і «Севілью», вигравши з останньою Лігу Європи 2020 року.

## Клубна кар'єра
Народився 28 серпня 1966 року в місті Астеасу. Вихованець футбольної школи клубу «Реал Сосьєдад». У дорослому футболі дебютував 1983 року виступами за другу команду цього клубу, в якій провів два сезони.
1985 року уклав контракт з клубом «Реал Мадрид», протягом наступних трьох років грав за його фарм-клуб «Реал Мадрид Кастілья». 1988 року на умовах однорічної оренди захищав кольори «Лас-Пальмаса». Повернувшись 1989 року до «Реала», почав залучатися до його головної команди, проте лише як резервний голкіпер. Провівши протягом наступних двох сезонів за «вершкових» лише одну гру в чемпіонаті, 1991 року перейшов до «Логроньєса», де став основним воротарем.
У 1994 році уклав контракт з «Барселоною», де знову став резервістом, за три роки у складі каталонців лише 5 разів виходив на поле в матчах чемпіонату.
1997 року перейшов до «Райо Вальєкано», за який відіграв 5 сезонів. Більшість часу, проведеного у складі «Райо Вальєкано», був основним голкіпером команди. Завершив професійну кар'єру футболіста виступами за команду «Райо Вальєкано» у 2002 році.

## Виступи за збірні
1985 року залучався до складу молодіжної збірної Іспанії. На молодіжному рівні зіграв в одному офіційному матчі.
23 березня 1994 року провів свій єдиний матч у складі національної збірної Іспанії, змінивши по ходу товариської гри проти національної збірної Хорватії основного голкіпера Андоні Субісаррету. Пізніше того ж року був включений до заявки збірної Іспанії для участі у фінальній частині чемпіонату світу 1994 у США, де був третім воротарем команди.

## Кар'єра тренера
Розпочав тренерську роботу 2003 року, очоливши тренерський штаб клубу «Райо Вальєкано», в якому незадовго до того завершив ігрову кар'єру. Під його керівництвом команда провела лише 11 ігор, в яких зазнали 7 поразок, і тренера було звільнено.
Повернувся до роботи головного тренера у 2008, очоливши команду «Реал Мадрид Кастілья», дублерів мадридського «Реала». Згодом продовжив працювати з молодими футболістами — протягом 2010—2013 років працював з іспанськими збірними U-19 та U-20. 2013 року очолив основну іспанську молодіжну збірну U21, яку того ж року привів до перемоги у молодіжній континентальній першості. Під орудою Лопетегі іспанська «молодіжка» провела 11 матчів, усі з яких виграла.
Успіхи з молодіжною збірною Іспанії привернули увагу до тренера провідних європейських клубів, і 6 травня 2014 року Лопетегі очолив тренерський штаб португальського «Порту». Влітку 2014 новий головний тренер португальців запросив до команди відразу сімох молодих іспанських футболістів, з якими мав досвід роботи в молодіжних збірних країни, проте успіхів досягти з командою не зумів і не виграв жодного трофея з командою, хоча й у сезоні 2014/15 йому вдалося вийти з Драконами в 1/4 фіналу Ліги чемпіонів. 8 січня 2016 року був звільнений з посади.
Після Євро-2016 Лопетегі очолив збірну Іспанії, змінивши на посту Вісенте Дель Боске. Забезпечив кваліфікацію збірної на чемпіонат світу 2018 року з першого місця у відбірковій групі, насамперед завдяки нічиїй і перемозі, здобутим у матчах з головним конкурентом, збірною Італії. Готував національну команду до фінальної частини ЧС-2018.
За два дні до початку чемпіонату світу, 12 червня 2018 року, було оголошено, що після мундіалю Лопетегі залишить збірну і очолить тренерський штаб мадридського «Реала». Враховуючи, що тренер лише трьома тижнями раніше подовжив свій контракт на роботу зі збірною, новина розлютила керівництво Королівської іспанської футбольної федерації і наступного дня, 13 червня, напередодні старту світової першості, було повідомлено про звільнення Лопетегі зі збірної. Керувати її діями на чемпіонаті було доручено Фернандо Єрро, що на той час обіймав посаду спортивного директора національної команди.
Вже наступного дня після скандального звільнення зі збірної, 14 червня 2018, Лопетегі був офіційно представлений як новий очільник тренерського штабу мадридського «Реала». Під керівництвом нового тренера «королівський клуб» провалив початок сезону 2018/19 і після нищівної поразки в Ель Класіко від «Барселони» 29 жовтня 2018 року Лопетегі був звільнений. На той момент тренер провів на чолі «Реала» тільки 14 офіційних матчів, в яких команда здобула лише 6 перемог при 2 нічиїх і 6 поразках.
4 червня 2019 року «Севілья» оголосила про призначення Лопетегі на пост головного тренера команди. Контракт між тренером і клубом був підписаний до 2022 року.
У 2022 році очолив англійський «Вулвергемптон Вондерерз».
З 2024 по 2025 роки очолював «Вест Гем Юнайтед».

### Тренерська статистика
Станом на 29 жовтня 2018 року
| Команда          |            | З      | По     | Статистика | Статистика | Статистика | Статистика | Статистика | Статистика | Статистика | Статистика |
| Команда          | І          | З      | По     | В          | Н          | П          | М+         | М-         | РМ         | В %        |            |
| ---------------- | ---------- | ------ | ------ | ---------- | ---------- | ---------- | ---------- | ---------- | ---------- | ---------- | ---------- |
| «Райо Вальєкано» | Іспанія    | 2003   | 2003   | 11         | 2          | 2          | 7          | 10         | 17         | −7         | 18,18      |
| «Реал Мадрид B»  | Іспанія    | 2008   | 2009   | 38         | 18         | 9          | 11         | 60         | 45         | +15        | 47,37      |
| Іспанія U19      | Іспанія    | 2010   | 2013   | 11         | 8          | 3          | 0          | 29         | 9          | +20        | 72,73      |
| Іспанія U20      | Іспанія    | 2010   | 2013   | 10         | 7          | 2          | 1          | 22         | 8          | +14        | 70,00      |
| Іспанія U21      | Іспанія    | 2012   | 2014   | 11         | 11         | 0          | 0          | 34         | 7          | +27        | 100,000    |
| «Порту»          | Португалія | 2014   | 2016   | 77         | 53         | 15         | 9          | 157        | 52         | +105       | 68,83      |
| Іспанія          | Іспанія    | 2016   | 2018   | 20         | 14         | 6          | 0          | 61         | 13         | +48        | 70,00      |
| «Реал Мадрид»    | Іспанія    | 2018   | 2018   | 14         | 6          | 2          | 6          | 21         | 20         | +1         | 42,86      |
| Усього           | Усього     | Усього | Усього | 193        | 119        | 40         | 34         | 396        | 174        | —          | 61,66      |

Джерело: Zerozero [Архівовано 30 серпня 2009 у Wayback Machine.]

## Титули і досягнення

### Як гравця
- Чемпіон Іспанії (1):

«Реал Мадрид»: 1989–90
- Володар Кубка Іспанії з футболу (1):

«Барселона»: 1996–97
- Володар Суперкубка Іспанії з футболу (3):

«Реал Мадрид»: 1990
«Барселона»: 1994, 1996
- Володар Кубка Кубків УЄФА (1):

«Барселона»: 1996–97

### Як тренера
- Чемпіон Європи серед юнацьких команд (U19):

Іспанія U19: 2012
- Чемпіон Європи серед молодіжних команд (U21):

Іспанія U21: 2013
- Володар Ліги Європи:

«Севілья»: 2019-20